# Гехофен
Гехофен (њем. Gehofen) општина је у њемачкој савезној држави Тирингија. Једно је од 50 општинских средишта округа Кифхојзер. Према процјени из 2010. у општини је живјело 719 становника. Посједује регионалну шифру (AGS) 16065019.

## Географски и демографски подаци
Гехофен се налази у савезној држави Тирингија у округу Кифхојзер. Општина се налази на надморској висини од 125 метара. Површина општине износи 13,5 km². У самом мјесту је, према процјени из 2010. године, живјело 719 становника. Просјечна густина становништва износи 53 становника/km².

## Међународна сарадња
| Мјесто | Држава    | Врста сарадње | Од    |
| ------ | --------- | ------------- | ----- |
|        | Француска | контакт       | 2000. |
| Извор  |           |               |       |